# Pfarrhof Todtmoos

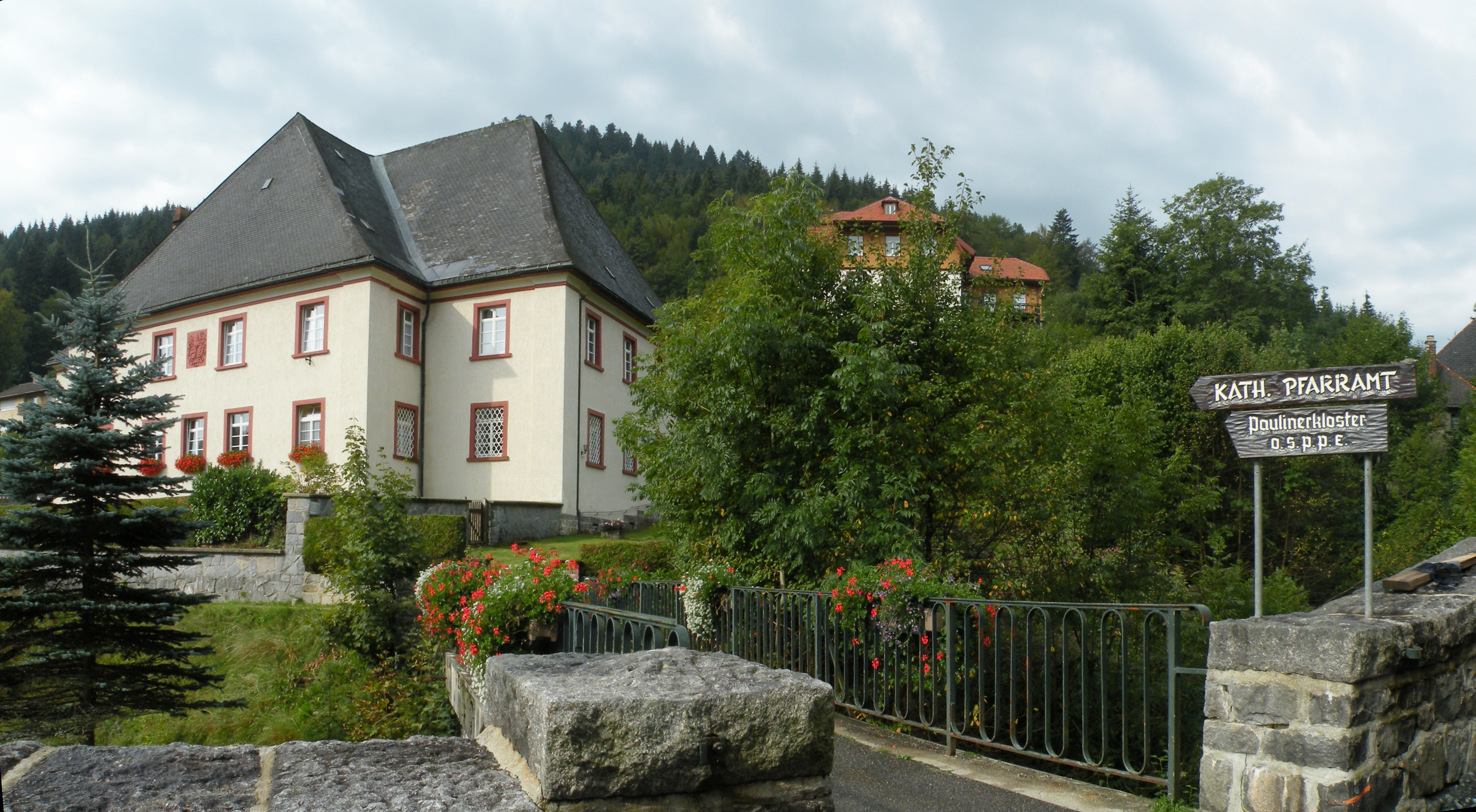
Pfarrhof Todtmoos

Der Pfarrhof Todtmoos, auch Priorat Todtmoos, heute meist Pfarrhaus Todtmoos, ist ein historisches Bauwerk in Todtmoos im Südschwarzwald im Landkreis Waldshut.
Der heute als Pfarrhaus verwendete Bau in der Nachbarschaft der Wallfahrtskirche Todtmoos wurde 1733 erbaut unter Franz Schächtelin durch Johann Michael Beer von Bleichten und 1736 zum Priorat erhoben, erster Prior wurde Ignatius Gumpp. Es war dann auch eine der Sommerresidenzen der Äbte des Klosters St. Blasien. Zunächst war der Bau außen und innen schlicht gehalten, aber Umgestaltungen und Verschönerungen im Innern in den Jahren 1748/49 und 1761 führten zu der Bezeichnung „Palast“, was angesichts der bescheidenen Bauten der Umgebung verständlich war. Ein Treppenhaus nach Plänen von Johann Kaspar Bagnato und mit Stuckaturen von Franz Anton Vogel verbindet Erdgeschoss und ersten Obergeschoss. Die obere Halle schmückt ein Deckengemälde des Malers Johann Anton Morath mit einer Darstellung aus dem biblischen Buch Esther. Das „Fürstenzimmer“ ist enthält einen schönen Fayenceofen sowie Türen mit Blumenornamenten aus verschiedenen Hölzern.

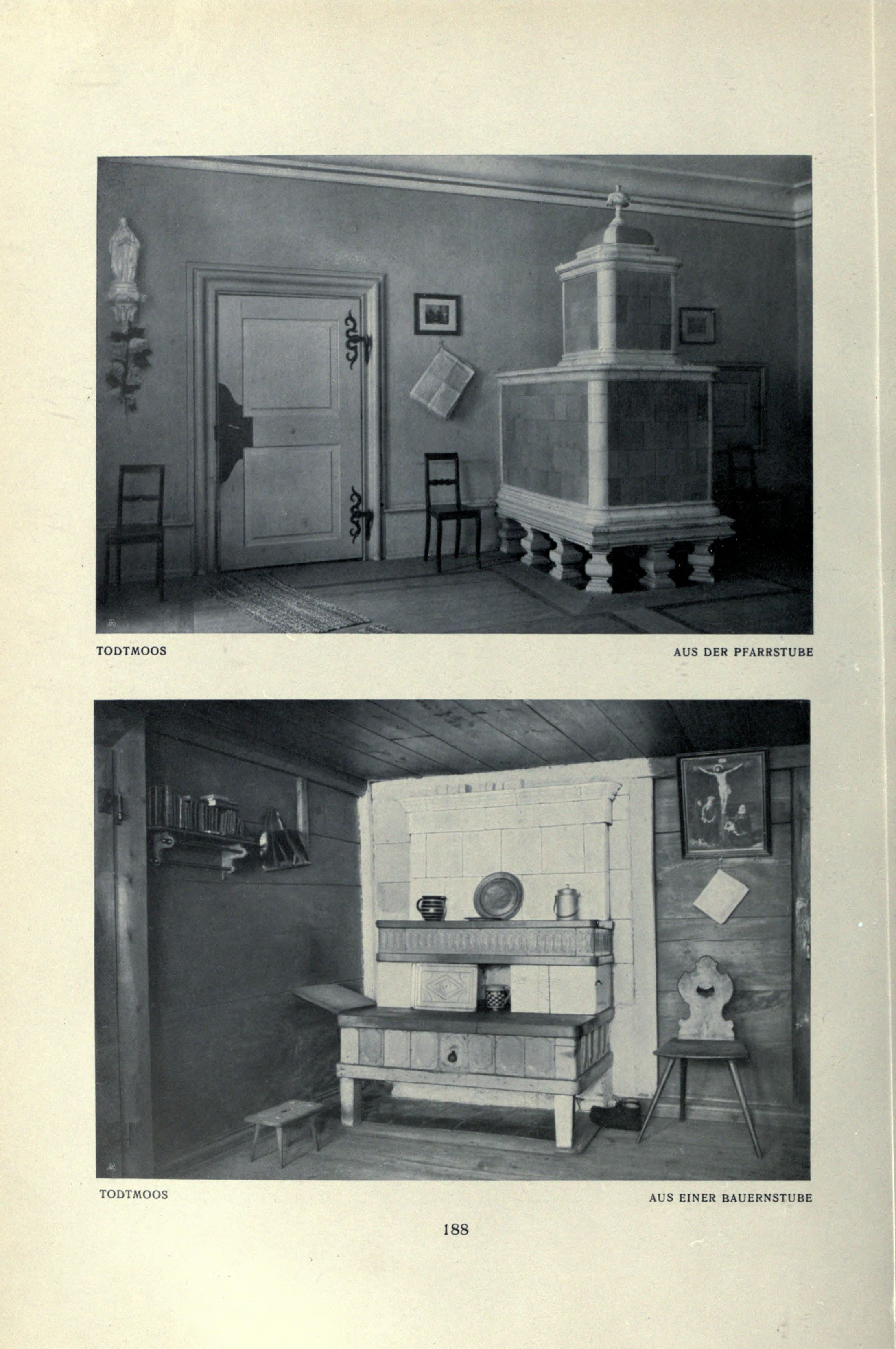
Kachelofen im Pfarrhof (Foto oben)